# アントニオ・アルバレス
アントニオ・アルバレス・ヒラルデス（Antonio Álvarez Giráldez, 1955年4月10日 - ）は、スペイン・セビリア県マルチェナ出身の元サッカー選手、サッカー指導者。

## 経歴
現役時代はセンターバックで、セビージャFCのユースに入り、セビージャでキャリアの大半を過ごした。1988年に、CDマラガへ移籍。セグンダ・ディビシオンBのグラナダCFで引退した。
引退後はホアキン・カパロス、ファンデ・ラモス両監督の下でアシスタントコーチを務め、経験を積んだ。2010年3月26日、解任されたマヌエル・ヒメネスに代わり暫定監督に就任。最終節のUDアルメリア戦に3-2で勝利し、UEFAチャンピオンズリーグ_2010-11出場権を獲得した。5月19日、コパ・デル・レイ決勝でアトレティコ・マドリーを2-0で撃破しタイトルも獲得。これらの成果が評価され、1年間の契約延長を勝ち取った。
だが2010-11シーズンに入り緒戦の負けが重なった。CL出場権をSCブラガに敗北して失い、9月26日のリーガエスパニョーラ第5節、アウェーでのエルクレスCF戦の敗戦後、解任が発表された。

## 所属クラブ
- 1973-1975  セビージャ・アトレティコ
- 1975-1988  セビージャFC
- 1988-1991  CDマラガ
- 1992-1995  グラナダCF

## 指導者歴
- 2000-2008  セビージャFC(アシスタント)
- 2010.3-9  セビージャFC